# هولوکاست (مینی‌سریال)
هولوکاست (انگلیسی: Holocaust) یک مجموعهٔ تلویزیونی کوتاه آمریکایی و محصول سال ۱۹۷۸ میلادی است.
این مجموعه از تلویزیون آلمان نیز پخش شد. «هولوکاست» بحث‌های گوناگونی را در آلمان دربارهٔ جنایت‌های نازی‌ها به دنبال داشت، به ویژه آنکه بسیاری از صحنه‌های آن رویدادهای اردوگاه‌های کار و مرگ یهودیان در دوران نازی‌ها را روایت می‌کند. مریل استریپ، یکی از نقش‌آفرینان این سریال بود.

## موضوع سریال
این سریال دربارهٔ یک خانواده یهودی ساکن آلمان است. آنها زندگی سختی دارند و در نهایت همه آنها به جز دو نفر دچار سرنوشت هولناکی می‌شوند.